# Lista över arbetslivsmuseer i Södermanlands län
Här följer en förteckning över arbetslivsmuseer i Södermanlands län.

## Södermanlands län
| Namn                                                                 | Typ av museum | Kommun, ort                 | Adress Koordinat                                                                   | ID-nr | Bild                                                                                        |
| -------------------------------------------------------------------- | ------------- | --------------------------- | ---------------------------------------------------------------------------------- | ----- | ------------------------------------------------------------------------------------------- |
| Lotsarkivet i Oxelösund                                              |               | Oxelösund, Oxelösund        | Gamla Oxelösundsvägen 23 58.66302, 17.13018                                        | 4610  | Ladda upp en till bild av detta arbetslivsmuseum                                            |
| Vingåkers konfektionsmuseum                                          | Webbmuseum    | Internet                    | koordinater saknas                                                                 | 4446  | Ladda upp en bild av detta arbetslivsmuseum                                                 |
| Eskilstuna stadsmuseum                                               |               | Eskilstuna, Eskilstuna      | Faktorigatan 3 59.37558, 16.50917                                                  | 4291  | Se fler bilder av detta arbetslivsmuseum · Ladda upp en till bild av detta arbetslivsmuseum |
| Nostalgimuseum Sparreholm                                            |               | Flen, Sparreholm            | Landsvägsgatan 11, Sparreholm 59.07607, 16.82967                                   | 4506  | Ladda upp en bild av detta arbetslivsmuseum                                                 |
| Strykjärnsmuseum i Malmköping                                        | Teknikmuseum  | Flen, Malmköping            | Landsvägsgatan 13 59.13128, 16.73315                                               | 4502  | Ladda upp en till bild av detta arbetslivsmuseum                                            |
| Thorslundkagge och Ekliggarnas sal                                   |               | Vingåker, Högsjö            | Brevensvägen 4 59.02743, 15.65325                                                  | 4872  | Ladda upp en bild av detta arbetslivsmuseum                                                 |
| Nävekvarns bruksmuseum                                               |               | Nyköping, Nävekvarn         | Tunabergs hbf, Nyköpingsvägen 11 58.63243, 16.79972                                | 2712  | Ladda upp en till bild av detta arbetslivsmuseum                                            |
| Oxelösundsrummet                                                     |               | Oxelösund, Oxelösund        | Oxelösunds bibliotek, Järntorget 7 58.67043, 17.10402                              | 2157  | Ladda upp en till bild av detta arbetslivsmuseum                                            |
| Munktellmuseet                                                       |               | Eskilstuna, Eskilstuna      | Munktellstorget 59.3761, 16.51162                                                  | 2152  | Ladda upp en till bild av detta arbetslivsmuseum                                            |
| Rademachersmedjorna                                                  |               | Eskilstuna, Eskilstuna      | Radermachergatan 59.37425, 16.50828                                                | 2158  | Se fler bilder av detta arbetslivsmuseum · Ladda upp en till bild av detta arbetslivsmuseum |
| Södra Sörmlands industrihistoriska förening, Kulturhuset Stadsvakten |               | Nyköping, Nyköping          | 58.7521, 17.01011                                                                  | 4405  | Ladda upp en till bild av detta arbetslivsmuseum                                            |
| Katrineholms hembygdsförening och hembygdsmuseum                     |               | Katrineholm, Katrineholm    | St Djulö 58.97203, 16.21382                                                        | 2145  | Ladda upp en till bild av detta arbetslivsmuseum                                            |
| Linbanemuseet                                                        |               | Vingåker, Forsby/köping     | Malmberga/Forsby 59.15328, 15.9476                                                 | 2144  | Se fler bilder av detta arbetslivsmuseum · Ladda upp en till bild av detta arbetslivsmuseum |
| Högsjö bruksmuseum                                                   |               | Vingåker, Högsjö            | Pampetorpsallén 2 59.02285, 15.67543                                               | 2141  | Ladda upp en till bild av detta arbetslivsmuseum                                            |
| Trafikverkets museer, Väghistoriska samlingarna i Kjula              |               | Eskilstuna, Kjula           | Kyrkvägen 49 59.39197, 16.67412                                                    | 4161  | Ladda upp en bild av detta arbetslivsmuseum                                                 |
| Sparreholms slotts museer                                            |               | Flen, Sparreholm            | Sparreholms slott 59.08745, 16.8166                                                | 2146  | Ladda upp en bild av detta arbetslivsmuseum                                                 |
| Hälleforsnäs gjuterimuseum                                           |               | Flen, Hälleforsnäs          | Bruket 59.15152, 16.4904                                                           | 2140  | Se fler bilder av detta arbetslivsmuseum · Ladda upp en till bild av detta arbetslivsmuseum |
| Lagerbergs säteri                                                    |               | Eskilstuna, Eskilstuna      | Gården ligger cirka tre kilometer sydväst om Eskilstuna centrum 59.35035, 16.47285 | 2149  | Ladda upp en till bild av detta arbetslivsmuseum                                            |
| Tunabergs gruvmuseum                                                 |               | Nyköping, Koppartorp        | Koppartorps gruvby 58.64483, 16.89973                                              | 2148  | Ladda upp en till bild av detta arbetslivsmuseum                                            |
| Strängnäs figurmuseum                                                |               | Strängnäs, Strängnäs        | 59.36745, 16.9314                                                                  | 4154  | Ladda upp en bild av detta arbetslivsmuseum                                                 |
| Arsenalen, Södermanlands militärhistoriska samlingar                 |               | Strängnäs, Strängnäs        | Näsbyholm 59.36745, 16.9314                                                        | 2171  | Se fler bilder av detta arbetslivsmuseum · Ladda upp en till bild av detta arbetslivsmuseum |
| Östra Södermanlands Järnväg                                          |               | Strängnäs, Mariefred        | Storgatan 1 59.2592, 17.21827                                                      | 2176  | Se fler bilder av detta arbetslivsmuseum · Ladda upp en till bild av detta arbetslivsmuseum |
| Väderkvarnen i Strängnäs                                             |               | Strängnäs, Strängnäs        | Västerviken 59.3793, 17.02983                                                      | 2174  | Ladda upp en till bild av detta arbetslivsmuseum                                            |
| Åkers Bruks- och hembygdsmuseum                                      |               | Strängnäs, Åkers styckebruk | Bruksområdet 59.24898, 17.0871                                                     | 2175  | Ladda upp en till bild av detta arbetslivsmuseum                                            |
| Femörefortet                                                         |               | Oxelösund, Oxelösund        | Femöre i Oxelösund 58.64898, 17.10838                                              | 4366  | Se fler bilder av detta arbetslivsmuseum · Ladda upp en till bild av detta arbetslivsmuseum |
| Julita gård - Sveriges Lantbruksmuseum                               |               | Katrineholm, Julita         | Julita gård 59.15112, 16.03883                                                     | 2169  | Se fler bilder av detta arbetslivsmuseum · Ladda upp en till bild av detta arbetslivsmuseum |
| Stocktorps kvarn                                                     |               | Flen, Flen                  | Stocktorps gård 59.09143, 16.55095                                                 | 2168  | Ladda upp en bild av detta arbetslivsmuseum                                                 |
| Starrsäters gruvor, masugnen i Björndammen                           |               | Flen, Malmköping            | 59.20608, 16.81975                                                                 | 2167  | Ladda upp en bild av detta arbetslivsmuseum                                                 |
| Stafsjö bruksmuseum                                                  |               | Nyköping, Stavsjö           | Stafsjö Bruk 58.72465, 16.42508                                                    | 2166  | Ladda upp en till bild av detta arbetslivsmuseum                                            |
| Skolmuseum                                                           |               | Vingåker, Vingåker          | Tallsäters skola 59.13348, 15.93902                                                | 2161  | Ladda upp en bild av detta arbetslivsmuseum                                                 |
| Marmormuseet                                                         |               | Katrineholm, Marmorbyn      | Bygdegården, Gropptorpsvägen 1 59.04705, 16.06617                                  | 4682  | Ladda upp en bild av detta arbetslivsmuseum                                                 |
| S/S Gerda                                                            |               | Eskilstuna, Eskilstuna      | Torshälla hamn/Näshulta koordinater saknas                                         | 2160  | Se fler bilder av detta arbetslivsmuseum · Ladda upp en till bild av detta arbetslivsmuseum |
| Skärgårdsmuseet G:a Oxelösund                                        |               | Oxelösund, Oxelösund        | Kroggränd 1, Gamla Oxelösund 58.66243, 17.12962                                    | 2163  | Se fler bilder av detta arbetslivsmuseum · Ladda upp en till bild av detta arbetslivsmuseum |
| Mälby traktormuseum                                                  |               | Eskilstuna, Eskilstuna      | 59.44987, 16.66865                                                                 | 4235  | Ladda upp en bild av detta arbetslivsmuseum                                                 |
| Dufweholms Herrgård AB                                               |               | Katrineholm, Katrineholm    | Herrgårdsvägen 16 58.97062, 16.19307                                               | 4123  | Ladda upp en till bild av detta arbetslivsmuseum                                            |
| Garvaregården                                                        |               | Trosa, Trosa                | V Långgatan 40 58.89775, 17.54582                                                  | 2136  | Ladda upp en till bild av detta arbetslivsmuseum                                            |
| F11 Museum                                                           |               | Nyköping, Nyköping          | Skavsta flygplats 58.78513, 16.93827                                               | 2134  | Se fler bilder av detta arbetslivsmuseum · Ladda upp en till bild av detta arbetslivsmuseum |
| Det Gamla Tryckeriet                                                 |               | Eskilstuna, Eskilstuna      | Haleniigatan 7-9 59.36172, 16.51543                                                | 2132  | Ladda upp en till bild av detta arbetslivsmuseum                                            |
| Everts museum                                                        |               | Nyköping, Tystberga         | Ringsö, båt från Studsvik 58.72677, 17.45277                                       | 2133  | Ladda upp en bild av detta arbetslivsmuseum                                                 |
| Ebelingmuseet                                                        |               | Eskilstuna, Torshälla       | Eskilstunavägen 5 59.41875, 16.47355                                               | 2130  | Ladda upp en till bild av detta arbetslivsmuseum                                            |
| Magasinet Gula kvarn                                                 |               | Nyköping, Nävekvarn         | Präst Utterviksvägen 3 58.62537, 16.80715                                          | 4413  | Ladda upp en till bild av detta arbetslivsmuseum                                            |
| Biby gårdsmuseum                                                     |               | Eskilstuna, Eskilstuna      | Biby gård 59.30307, 16.38143                                                       | 4106  | Ladda upp en bild av detta arbetslivsmuseum                                                 |
| Callanderska gården                                                  |               | Strängnäs, Mariefred        | Klostergatan 5 59.258, 17.22392                                                    | 2129  | Ladda upp en till bild av detta arbetslivsmuseum                                            |
| Skottvångs gruva och museum                                          |               | Gnesta, Laxne               | Skottvångs gruva, Laxne 59.1821, 17.13573                                          | 4478  | Ladda upp en till bild av detta arbetslivsmuseum                                            |
| Museispårvägen Malmköping                                            |               | Flen, Malmköping            | Järnvägsgatan 4 59.13322, 16.73668                                                 | 2154  | Se fler bilder av detta arbetslivsmuseum · Ladda upp en till bild av detta arbetslivsmuseum |
| Föreningen Sörmlands veteranjärnväg                                  |               | Oxelösund, Oxelösund        | Lokstallsvägen 1 (Endast efter överenskommelse) 58.6703, 17.0997                   | 4393  | Ladda upp en till bild av detta arbetslivsmuseum                                            |
| Ångslupen Munter                                                     |               | Nyköping, Vrena             | Pilgrimsbo 58.85925, 16.69695                                                      | 4397  | Se fler bilder av detta arbetslivsmuseum · Ladda upp en till bild av detta arbetslivsmuseum |

## Tidigare arbetslivsmuseer i Södermanlands län
- Id-nr 2135, Faktoriet, Eskilstuna Stadsmuseum, Eskilstuna, Eskilstuna.
- Id-nr 2165, Smedsta skola, Gnesta, Gnesta.
- Id-nr 2143, Internatskolemuseum, Gnesta, Stjärnhov.
- Id-nr 4162, Museet Aktersnurran, Nyköping, Nyköping
- Id-nr 2139, Gripes modellteatermuseum, Nyköping, Nyköping